# Svenska lärarinnornas fredsgrupp
Svenska lärarinnornas fredsgrupp var en svensk sammanslutning för fredsengagerade kvinnliga pedagoger med målet att få till stånd en mer genomgripande fredsfostran av barn och ungdomar i landets skolor. Gruppen var verksam mellan 1916 och 1919.

## Bildande
Svenska lärarinnornas fredsgrupp (SLF) bildades mitt under första världskriget, på våren 1916, som en särskild sammanslutning för fredsengagerade kvinnliga pedagoger. SLF var en underavdelning till den svenska sektionen av Internationella kvinnokommittén för varaktig fred (föregångaren till IKFF, Internationella kvinnoförbundet för fred och frihet), och blev Sveriges första renodlade fredspedagogiska sammanslutning. Gruppen tillkom på initiativ av skolföreståndarinnan Matilda Widegren och seminarielärarinnan Anna C. Petterson. Bland pionjärerna fanns även Greta Stendahl och Anna Sondén, båda verksamma som ämneslärarinnor vid Statens normalskola för flickor, samt Hélène Philipson och Alfhild Kræpelin, lärarinnor vid Wallinska respektive Detthowska skolan. Inledningsvis bestod gruppen av ett 30-tal lärarinnor från Stockholmstrakten, men med tiden utvidgades kretsen och det bildades även lokala grupper på andra håll i landet.

## Syfte och verksamhet
SLF:s målsättning var att åstadkomma en ny fostran i skolorna, en genomgripande fredsfostran, i syfte ”att främja skapandet av den etiska och sociala anda, som måste bilda den nödvändiga grundvalen för förhållandet mellan folken”.. 1919. Målet var i första hand att lärarkåren skulle genomsyras av denna fredsanda, vilket i sin tur skulle ges praktisk tillämpning i undervisning och fostran av barnen.
Det finns inte mycket information om SLF:s verksamhet under krigsåren. Till stor del verkar gruppen ha ägnat sig åt ett internt förkovringsarbete vad gäller fakta och fördjupad kunskap i frågor om fred och fredsfostran i skolorna. SLF bedrev också en mer utåtriktad verksamhet i form av offentliga föreläsningar om fredsfostran, de arrangerade diskussioner och överläggningar, deltog i upprop och andra aktioner, utarbetade en lista med lämplig litteratur och planerade även att ge ut ”rön och råd” om fredsfostran genom olika skolämnen. SLF samarbetade med andra svenska kvinnoorganisationer med fred på sitt program, ett samarbete som så småningom formaliserades genom De kvinnliga fredsorganisationernas centrala samarbetskommitté.
I samband med SLF:s årsmöte i april år 1919 fattades beslut om att öppna gruppen även för män. Någon diskussion verkar inte ha förekommit kring beslutet. I samband med årsmötet beslutades även att gruppens namn hädanefter skulle vara Svenska skolornas fredsförening; en förening som därefter existerade under åren 1919–1956.

## Betydelse
Det finns få spår kvar av denna första svenska fredspedagogiska sammanslutning. SLF var emellertid en av flera krafter i samhället som krävde en mer genomgripande förändring av skolans fostran och undervisning, och fredsgruppen erhöll även ett visst inflytande i utarbetandet av 1919 års undervisningsplan för folkskolan med dess nya fredsfrämjande inslag (inte minst vad gällde historieämnet). Framför allt utgjorde SLF själva upptakten till den större fredspedagogiska "rörelse" som växte fram i Sverige under mellankrigstiden. Svenska skolornas fredsförening kom då att bli själva navet i denna fredspedagogiska verksamhet, med Matilda Widegren och Greta Stendahl som främsta språkrör.

### Fotnoter
1. ↑  Nilsson (2015). Sid. 118f
2. ↑  "Till Uppfostrare"”. Verdandi: sid. 50[förtydliga]
3. ↑  Nilsson (2015). Sid. 119f
4. ↑  Nilsson (2015). Sid. 120
5. ↑  Nilsson (2015). Sid. 157